# Gafargaon (underdistrikt)
Gafargaon är ett underdistrikt i Bangladesh. Det ligger i den centrala delen av landet, 80 km norr om huvudstaden Dhaka.